# Premio Nuestra Señora de Oro
Le Premio Nuestra Señora de Oro est une course cycliste espagnole qui se déroule autour de Murgia (Alava), dans la communauté autonome du Pays basque. 
Les onze premières éditions entre 1969 et 1980 sont disputées par des professionnels. L'épreuve a décerné à plusieurs reprises les titres régionaux de champion du Pays basque, notamment sur l'édition 2017.

## Palmarès
| Année                                 | Vainqueur                     | Deuxième                      | Troisième                   |
| Épreuve courue par les professionnels |                               |                               |                             |
| ------------------------------------- | ----------------------------- | ----------------------------- | --------------------------- |
| 1969                                  | Nemesio Jiménez               | José María Errandonea         | Mariano Díaz                |
| 1970                                  | José Antonio González Linares | Andrés Gandarias              | Antonio Menéndez            |
| 1971                                  | Agustín Tamames               | José Grande                   | Gabriel Mascaró             |
| 1972                                  | Miguel María Lasa             | Eduardo Castelló              | José Luis Uribezubia        |
| 1973                                  | Domingo Perurena              | Jesús Manzaneque              | José Luis Abilleira         |
| 1974                                  | Antonio Martos                | Manuel Esparza                | Luis Ocaña                  |
| 1975                                  | Francisco Galdós              | José Antonio González Linares | José Antonio Pontón (es)    |
| 1976                                  | José Enrique Cima             | Javier Elorriaga              | Andrés Oliva                |
| 1977                                  | Faustino Fernández Ovies      | Pedro Vilardebo               | Ismaël Lejarreta            |
| 1978                                  | Juan Pujol                    | Vicente Belda                 | José Luis Viejo             |
| 1979                                  | non organisé                  |                               |                             |
| 1980                                  | Juan Fernández Martín         | José Luis Laguía              | Ismaël Lejarreta            |
| Épreuve courue par les amateurs       |                               |                               |                             |
| 1995                                  | Claus Michael Møller          |                               |                             |
| 1996-1998                             | ?                             |                               |                             |
| 1999                                  | Unai Uriarte                  | Óscar García Lago             | José Manuel Maestre         |
| 2000                                  | David Herrero                 | Unai Barazabal                | Ángel Vázquez Iglesias (es) |
| 2001                                  | Julen Fernández (es)          | Dionisio Galparsoro           | Íñigo Urretxua              |
| 2002                                  | ?                             |                               |                             |
| 2003                                  | Iban Uberuaga                 | Mikel Elgezabal (es)          | Julen Urbano                |
| 2004                                  | Iban Uberuaga                 | Javier Ruiz de Larrinaga      | Eugenio Pineda              |
| 2005-2007                             | ?                             |                               |                             |
| 2008                                  | Guillermo Lana                | Ugaitz Artola                 | Fabricio Ferrari            |
| 2009                                  | Mikel Landa                   | Igor Romero                   | José Vega                   |
| 2010                                  | Mikel Bizkarra                | Peio Bilbao                   | Mikel Filgueira             |
| 2011                                  | Pablo Torres                  | Abdelkader Belmokhtar         | Ignacio Pérez               |
| 2012                                  | Mike Terpstra                 | Diego Ochoa                   | Jesús del Pino              |
| 2013                                  | Aitor González Prieto         | José Manuel Gutiérrez         | Higinio Fernández           |
| 2014                                  | Imanol Estévez                | Juan Ignacio Pérez            | Carlos Antón Jiménez        |
| 2015                                  | Aitor González Prieto         | Jorge Arcas                   | Mikel Iturria               |
| 2016                                  | Manuel Sola                   | Jhonatan Cañaveral            | Marcos Jurado               |
| 2017                                  | Peio Goikoetxea               | Sergio Rodríguez              | Unai Cuadrado               |
| 2018                                  | Antonio Gómez de la Torre     | Tiago Antunes                 | José Félix Parra            |
| 2019                                  | Iker Ballarin                 | Jefferson Cepeda              | Sergio Román Martín         |
| 2020                                  | annulé                        | annulé                        | annulé                      |
| 2021                                  | Unai Iribar                   | Xabier Berasategi             | Yesid Pira (es)             |
| 2022                                  | Fergus Robinson               | Pau Llaneras                  | Mulu Hailemichael           |
| 2023                                  | Julen Arriolabengoa           | Jan Castellón                 | Iñaki Díaz                  |
| 2024                                  | Rafael Martínez               | Ander Ganzabal                | Alejandro Ropero            |